# Bitva u Mladé Vožice
Bitva u Mladé Vožice se odehrála 5. dubna 1420 v podhradí Mladé Vožice, vzdálené přibližně 20 km od nově vznikajícího Hradiště na hoře Tábor. Husitský oddíl vedený hejtmanem Janem Žižkou z Trocnova zde při nočním přepadu zaskočil a téměř zničil vojsko českého panstva, tzv. železných pánů, pod velením kutnohorského mincmistra Mikeše Divůčka z Jemniště. Porážka českých feudálů odvrátila možnost soustředěného útoku proti Táboru, navíc ukořistěný vojenský materiál husitům posloužil jako základ pro formování vlastní ozbrojené moci.

## Předehra
V prvních týdnech roku 1420 stoupenci plzeňského landfrýdu a oddíly Václava z Dubé, vojenského náměstka krále Zikmunda v Čechách, oblehli Plzeň, kde se koncem předchozího roku uchýlili husité, kteří odmítli akceptovat příměří mezi kališníky a katolíky uzavřené 18. listopadu v Praze. Po třech měsících bojů se pro husity stala situace ve městě neudržitelná a přistoupili proto na návrhy Pražanů, kteří sjednali s královskými podmínky jejich svobodného odchodu. Patrně 23. března opustilo Plzeň asi čtyři sta husitů (včetně žen a dětí), kteří zamířili k nově vznikajícímu Hradišti na hoře Tábor. Avšak závazek, kterým měli zaručeny podmínky svobodného odchodu, nebyl královskou stranou dodržen, neboť o dva dny později byla kolona u Sudoměře napadena silným vojskem složeným ze strakonických johanitů a katolických pánů. K těmto šlechticům náleželi zejména železní páni kutnohorského mincmistra Mikeše Divůčka z Jemniště a Petra ze Šternberka. K bitvě došlo v pozdních odpoledních hodinách v těžce schůdném terénu, kde nebyly královské oddíly schopny uplatnit svou převahu v počtech ani ve výzbroji a utrpěly přesvědčivou porážku. Jejich jediným ziskem bylo 30 zajatých husitů, které nechal Mikeš Divůček odvést do Kutné Hory. Plzeňská skupina dorazila na Tábor patrně na samém konci měsíce, snad 29. března, a krátce po jejím příchodu si městská obec do svého čela zvolila čtyři hejtmany. Čelní místo mezi nimi obdržel Mikuláš z Husi, dalšími pak byli Jan Žižka z Trocnova, Zbyněk z Buchova a Chval z Řepice. Podle všech náznaků post vojenského velitele od prvních dní pobytu zastával trocnovský zeman. Ten v krátké době zorganizoval přepadení městečka pod hradem Mladá Vožice, kde se po bitvě u Sudoměře postupně shromažďovali železní páni kutnohorského mincmistra. Tato akce měla nejvyšší důležitost, neboť hrad vzdálený asi 20 km od vznikajícího Tábora, který měli v držení bojovní katolíci Kryštof a Materna z Hronova, byl předsunutou základnou oddílů královské strany.

## Bitva
Úder proti Mladé Vožici byl naplánován na Velký pátek v noci ze 4. na 5. dubna, přičemž k hradu se přesunuli všichni bojeschopní táboři s výjimkou stráží. O akci informuje hned několik písemných pramenů. Nejvýznamnější z nich pochází pera kronikáře Vavřince z Březové, který byl přímým účastníkem husitských válek a své postřehy zdokumentoval v nedokončeném literárním díle nazvaném Husitská kronika: 
| „                    | Potom na Veliký pátek, jinak dne 5. dubna, okolo rozednění přepadli táboři z Hradiště útokem městečko Vožici, zajali mnoho královských žoldnéřů, kdežto jiní utekli na hrad, některé však pobili a to město plameny ohně zničili. A ukořistivše tam velkou kořist, zvláště koní, vrátili se se zajatci na Hradiště a potom za ty zajatce vykoupili své zajatce nedávno zajaté u Sudoměře a dovedené do Hory. | “ |
| — Vavřinec z Březové | |   |

 Další svědectví lze nalézt v souboru drobných kronik psaných od sklonku bojovného husitství, jež pod názvem Staré letopisy české do jednoho uceleného díla jako první soustředil historik František Palacký:
| „                             | Potom hned na Veliký pátek Žižka s bratřími vyjel z Tábora a v noci vpadl do Vožice na ty železné pány, kteří tu pobývali. Tiše pobořili dřevěný plot, kterým bylo městečko ohrazeno, spustili křik a zapálili městečko. Pobili tady mnoho těch železných pánů a nabrali si koní, zbraní i odění. A tu si hned Žižka zřídil jízdu; kde viděl nějakého vhodného mládence, oblékl ho do odění, posadil na koně a vycvičil k jízdě i k boji. | “ |
| — Ze starých letopisů českých | |   |

 Dále se o nočním přepadu zmiňuje tzv. Kronika starého pražského kolegiáta, jejíž autor zaznamenal, že v době útoku se v podhradí Malé Vožice nacházelo kolem 2000 železných pánů. Tento údaj však nekoresponduje se svědectvím italského humanisty Enea Silvia, pozdějšího papeže Pia II., jenž ve svém stěžejním díle o českých dějinách s názvem Historie česká, v souvislosti s Janem Žižkou uvedl:
| „             | Mincmistr pan Mikuláš, kterého Zikmund poslal do Čech k obstarávání záležitostí, první poskytl Táborům zásobu koní, když se ubytoval s 1000 jezdců ve vesnici zvané Vožice, hodlaje zamezit nové podniky Žižkovi. Na něho učinil Žižka nenadálý útok v noci na Velký pátek, odňal mu všechny koně, odebral zbraně, vesnici zapálil a naučil své vojíny sedati na koně, skákati, jezditi a do kruhu se zatáčeti; potom nevodil nikdy své vojsko bez jízdních čet. | “ |
| — Enea Silvio | |   |

 Podle výše citovaných pramenů je patrné, že dobře připravená akce se dokonale zdařila. Většina jezdců, kteří byli z kapacitních důvodů ubytovaní v městečku, padla buď do zajetí nebo byla zabita. Zachránili se jen ti, kteří utekli na hrad. Husité se jeho obléháním nezdržovali, spálili městečko, shromáždili kořist a spolu se zajatci zamířili zpět k Táboru.

## Důsledky
Vožické vítězství znamenalo eliminaci bezprostředního nebezpečí, které hrozilo rodící se táborské obci a posílilo pozice husitů v rámci značné části českého území. Navíc ukořistěného vojenského materiálu, zejména koní, Žižka využil k vystrojení povětšinou nedostatečně připravených vesničanů a drobných měšťanů a k zformování vlastního jezdectva. I přes tyto úspěchy však ohrožení Tábora přetrvávalo, a to zejména ze strany okolních feudálů. Předáci obce proto rozhodli o přípravách na výpravy proti okolním katolickým pánům i duchovenstvu. První jejich úder přišel již o dva dny později, tedy 7. dubna, a směřoval proti tvrzi v Sedlci, vzdálené asi 8 km od Tábora. Husité ji prudkým útokem dobyli a zabili jejího majitele Oldřicha z Ústí.

#### Prameny
- BŘEZOVÉ, Vavřinec z. Husitská kronika; Píseň o vítězství u Domažlic. Praha: Svoboda, 1979. 427 s.
- SILVIO, Enea. Historie česká. Litvínov: Dialog, 2010. 160 s. ISBN 978-80-7382-136-4.
- Prameny dějin českých. Příprava vydání Josef Emler. Svazek VII. Praha: V komisi Dr. Grégr a Ferd. Dattel 258 s. (latinsky) [Kronika starého kolegiáta pražského].
- Ze starých letopisů českých. Praha: Svoboda, 1980. 580 s.

#### Sekundární literatura
- ČORNEJ, Petr. Velké dějiny zemí Koruny české V. 1402-1437. Praha: Paseka, 2000. 790 s. ISBN 80-7185-296-1.
- LENKOVÁ, Jitka; PAVLÍK, Václav. Nejdůležitější bitvy v českých dějinách. 1. vyd. Frýdek-Místek: Alpress, 2007. 294 s. ISBN 978-80-7362-470-5.
- MACEK, Josef. Tábor v husitském revolučním hnutí II. díl. Praha: Rovnost, 1955. 430 s.
- PALACKÝ, František. Dějiny národu Českého v Čechách a na Moravě. Praha: B. Kočí, 1907. 1279 s.
- ŠMAHEL, František. Jan Žižka z Trocnova. Praha: Melantrich, 1969. 264 s.
- ŠMAHEL, František. Husitská revoluce. 3. Kronika válečných let. Praha: Karolinum, 1996. 420 s. ISBN 80-7184-075-0.
- TOMEK, Václav, Vladivoj. Jan Žižka. Praha: V ráji, 1993. 228 s. ISBN 80-900875-7-4.
- URBÁNEK, Rudolf. Jan Žižka. Praha: Mánes, 1925. 313 s.